# Brasil (Ratos de Porão)
Brasil è il quarto album in studio del gruppo musicale hardcore punk Ratos de Porão, pubblicato nel 1989 su Roadrunner Records. Considerato da molti fans della band come l'album migliore della loro produzione, è stato il loro passaporto per la scena mondiale.

Registrato a Berlino, e prodotto da Harris Johns, produttore di band come Tankard ed Exumer.

Considerato come un vero album crossover che mischia alla perfezione hardcore e metal, è stato pubblicato sia in portoghese che in inglese.

## Formazione
- Gordo - voce
- Mingau - chitarra
- Jabá - basso
- Spaghetti - batteria
- David Pollack, Archi (Happy Hour) e Frank Preece (Exumer) - Seconde voci

## Brani
1. Amazônia nunca mais / Amazon never more
2. Retrocesso / Backward
3. AIDS, pop, repressão / AIDS, pop, repression
4. Lei do silêncio / Law of the silence
5. S.O.S. país falido / S.O.S. broken country
6. Gil Goma / Gil Coma
7. Beber até morrer / Drink' till you die
8. Plano furado II / Fucked plan II
9. Heroína suicída / Suicide heroin
10. Crianças sem futuro / Children without future
11. Farsa nacionalista / Nationalist farse
12. Traidor / Traitor
13. Porcos sanguinários / Bloody pigs
14. Vida animal / Animal life
15. O fim / The end
16. Máquina militar / Military machine
17. Terra do carnaval / Land of carnival
18. Herança / Will I receive my heritage?